# Glenea omeiensis
Glenea omeiensis là một loài bọ cánh cứng trong họ Cerambycidae.